# Politisches System Kroatiens
Das politische System Kroatiens beruht auf der 1990 verkündeten Verfassung der Republik Kroatien. Dementsprechend ist die Republik Kroatien ein demokratischer Verfassungsstaat.

## Staatsaufbau

### Staatsoberhaupt
Das Staatsoberhaupt Kroatiens ist der Präsident der Republik Kroatien (kroatisch Predsjednik Republike Hrvatske). Er wird direkt vom Volk alle fünf Jahre gewählt. Formal ernennt bzw. bestätigt er die Regierung nach den Parlamentswahlen und kann neue Parlamentswahlen einberufen.

### Exekutive
Die Exekutive ist die Regierung der Republik Kroatien (Vlada Republike Hrvatske).

### Legislative
Das kroatische Parlament (Sabor) hat nach der Verfassung von 1990 mindestens 100 und höchstens 160 Mitglieder. Seit dem 4. Dezember 2011 zählt der Sabor 151 Abgeordnete. Die Verfassung von 1990 orientierte sich am deutschen Zwei-Kammern-System. Die zweite Kammer war die Vertretung der Regionen. Die Bezeichnungen der Kammern lauteten Zastupnički dom (Abgeordnetenhaus) und Županijski dom (Gespanschaftsvertretung). Seit der Verfassungsänderung von 2001 gibt es nur noch ein Einkammernsystem. Die Abgeordneten werden jedoch, anders als der Präsident (fünf Jahre), alle vier Jahre direkt gewählt. Per Gesetz ist festgelegt, dass von den 151 Sitzen des Abgeordnetenhauses, drei für Kroaten im Ausland und acht für Minderheiten (drei davon für die serbische Minderheit) vorgesehen sind. Alle Bürger ab dem 18. Lebensjahr sind wahlberechtigt.

### Judikative
Der Oberste Gerichtshof Kroatiens (kroat. Vrhovni sud Republike Hrvatske) ist, ähnlich wie in Deutschland, die höchste juristische Instanz. Nach Empfehlung des Justizausschusses des Abgeordnetenhauses werden die Richter vom staatlichen Richterrat ernannt. Außerdem gibt es ein Verfassungsgericht und mehrere Straf- und Zivilgerichte sowie Berufungsgerichte. Derzeit befindet sich das kroatische Gerichtswesen in einem grundlegenden Reform-Prozess.

## Politik

### Politisches System
Kroatien ist eine parlamentarische Republik mit einem Mehrparteiensystem. In der Verfassung von Dezember 1990 war ein semi-präsidentielles Regierungssystem vorgesehen, das jedoch durch Verfassungsänderung vom November 2000 durch ein parlamentarisches System ersetzt wurde. In Kroatien gilt bei Parlamentswahlen das Mehrheitswahlrecht. Die Entscheidung über die Entsendung von Abgeordneten ins Parlament obliegt jedoch den Parteien. Koalitionen werden angesichts der sehr großen Parteienzahl manchmal bereits vor der Wahl geschlossen. Kroatien ist in 10 Wahlbezirke aufgeteilt. Sobald eine Partei mehr als 5 Prozent in einem Wahlbezirk erreicht, entsendet sie für diesen Bezirk Vertreter ins Parlament. Diese Regelung bietet auch lokalen Parteien Zugang zum Parlament, erhöht aber gleichzeitig die Zahl der Parteien und erschwert Koalitionen.
Im Januar 2006 wurden Änderungsvorschläge präsentiert, die eine Direktwahl der Kandidaten für das Parlament in den einzelnen Wahlkreisen vorsahen. Damit sollten der Sabor gestärkt und dem Wahlvolk direkte Einflussmöglichkeiten auf das Parlament gegeben werden. Abgeordnete sind demnach stärker verantwortlich gegenüber den Interessen der Bevölkerung in ihrem Wahlkreis als gegenüber Parteiinteressen. Auch auf lokaler Ebene zeichnete sich eine Änderung des Wahlvorgangs ab. Bereits 2006 sollte die Direktwahl von Bürgermeistern eingeführt werden.

### Kroatisches Parlament
Das kroatische Parlament, der Sabor, hat seinen Sitz in Zagreb. Er ist das zentrale Verfassungsorgan im politischen System Kroatiens. Der Name Sabor bedeutet nicht wie irrtümlich oft behauptet und wörtlich übersetzt „Versammlung“, sinngemäß Parlament (bzw. Landtag zu Monarchiezeiten). Auf Kroatisch heißt „Versammlung“ im Sinne einer Volksvertretung bzw. Parlamentes „skupština“. Deshalb wird Sabor großgeschrieben, im Gegensatz zu Nomen, die in der kroatischen Sprache kleingeschrieben werden. Die Legislaturperiode im Sabor, seit 2001 ein Einkammersystem, dauert vier Jahre.

### Politische Parteien
Die kroatische Parteienlandschaft ist sehr vielfältig. Neben den im Parlament vertretenen Parteien gibt es etwa 100 weitere.
Ab Dezember 2003 und erneut ab Januar 2008 regierte in Kroatien eine Koalitionsregierung unter Premierminister Ivo Sanader. Nach seinem überraschenden Rücktritt am 4. Juli 2009 löste ihn Jadranka Kosor (HDZ) ab.
Die großen Parteien Kroatiens sind die konservative Kroatische Demokratische Union (HDZ) und die Sozialdemokratische Partei (SDP). Von Bedeutung sind auch die konservative Bauernpartei (HSS), die im ländlichen Raum und vor allem in Nordkroatien und Slawonien stark ist, die links-liberale Volkspartei (HNS), die in Zagreb und vor allem in der Gespanschaft Varaždin einflussreich ist, die bürgerlich-liberale Sozial-liberale Partei (HSLS) sowie die nationale Partei des Rechts (HSP). Wichtige Regionalparteien sind die links-liberale Istrische Demokratische Versammlung (IDS), die in Istrien die Mehrheit stellt, und die slawonische Regionalpartei (HDSSB), die in der Gespanschaft Osijek-Baranja regiert. Die wichtigste Partei der serbischen Minderheit ist die Serbische Demokratische Eigenständige Partei (SDSS), die Koalitionspartner der Regierung Sanader war und einen stellvertretenden Ministerpräsidenten stellte.
Die folgenden turnusmäßigen Parlamentswahlen fanden am 25. November 2007 statt. Die Sozialdemokratische Partei (SDP) konnte starke Stimmengewinne verzeichnen, blieb aber trotzdem nur zweitstärkste Partei. Die Regierungsbildung zog sich zunächst hin, bis die HDZ sich auf eine Koalition mit der HSS und HSLS einigen konnte.

### Aktuelle politische Lage
Präsident Kroatiens ist seit dem 19. Februar 2020 Zoran Milanovic.
In der Abgeordnetenkammer war nach den Parlamentswahlen 2003 die HDZ bis November 2007 stärkste Partei; sie hatte jedoch keine absolute Mehrheit. Parlamentspräsident war Luka Bebić. Ab Dezember 2003 war eine Minderheitsregierung der HDZ unter Vorsitz von Premierminister Ivo Sanader im Amt, die von der Rentnerpartei HSU und weiteren Kleinparteien sowie von den meisten Vertretern der nationalen Minderheiten gestützt wurde. Die damalige Regierung bestand aus 14 HDZ-Ministern.
Vieldiskutierte Themen waren der angestrebte EU- und NATO-Beitritt, Privatisierungen und die Auslandsverschuldung. Aber auch die Vergangenheitsbewältigung war noch ein aktuelles Thema; so kam es etwa in Bezug auf die Auslieferung des kroatischen Angeklagten Ante Gotovina an das Kriegsverbrechertribunal in Den Haag zu heftigen Kontroversen. Von Dezember 2005 bis November 2012 befand sich dieser in Den Haag in Untersuchungshaft; am 16. November 2012 wurde er von allen Anklagepunkten freigesprochen und entlassen.
Die Zahl der Mandate der Diaspora wurde 2003 im Vergleich zu früheren Wahlen aufgrund einer geringeren Wahlbeteiligung im Ausland um zwei Sitze reduziert. Wegen der Verteilung der Sitze nach der D’Hondtschen Methode wurden den unabhängigen Listen der Diaspora keine Mandate zugeteilt, wenngleich über 5 % der Gesamtstimmen erreicht wurden.
Nach den Parlamentswahlen im Herbst 2007 hatte die oppositionelle SDP an Stimmen hinzugewonnen. Eine Regierungsbildung schien zunächst schwierig. Die HDZ brauchte mehrere Koalitionspartner für eine Regierungsmehrheit und konnte sich nicht länger auf eine Minderheitsregierung stützen. Schließlich einigten sich die bisherigen Oppositionsparteien, die Kroatische Bauernpartei und die liberale Kroatische Sozial-Liberale Partei, mit der HDZ auf eine Koalition.
Dies änderte sich mit den Parlamentswahlen von 2011. An der ab Dezember 2011 amtierenden Regierungskoalition unter Premierminister Zoran Milanović (SDP) waren vier Parteien beteiligt.

## Außenpolitik

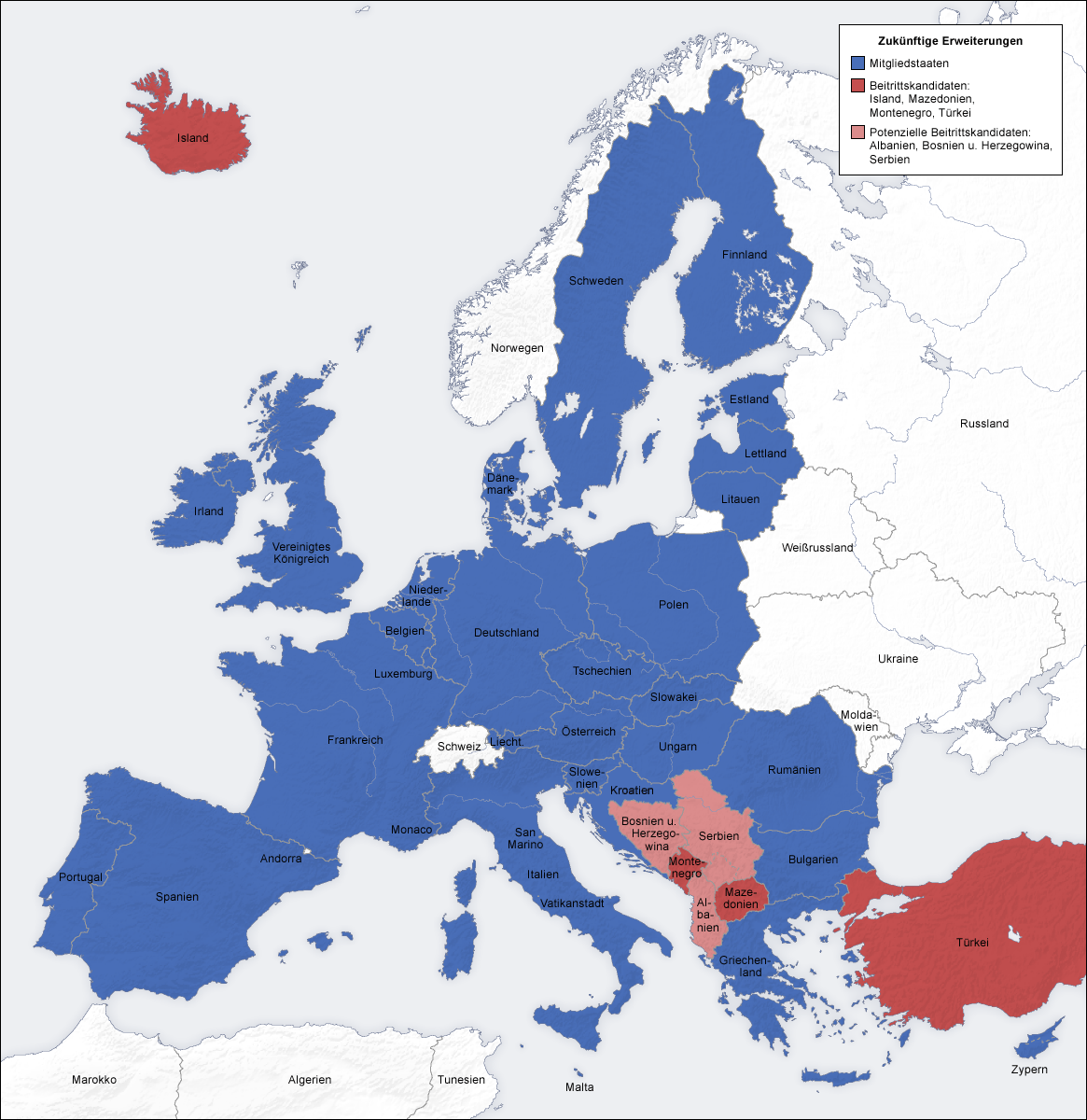
EU-Kandidatenländer

Kroatiens Streben der Aufnahme in die Europäische Union (EU) und die NATO wurde häufig als „euro-atlantische Integration“ bezeichnet. 2001 hatte Kroatien ein Stabilisierungs- und Assoziierungsabkommen (SAA) mit der EU unterzeichnet, welches 2005 in Kraft trat. Ab dem 1. Januar 2006 erwarb Kroatien den Status eines offiziellen Beitrittskandidaten der Europäischen Union.
Seit dem Jahr 1992 ist Kroatien Mitglied in der Organisation für Sicherheit und Zusammenarbeit in Europa (OSZE), seit 2000 auch Mitglied der Welthandelsorganisation (WTO). Anfang 2003 trat Kroatien der CEFTA bei.
Kroatien lehnt die Gründung eines Balkan-Wirtschaftsraumes ab, der Ende Januar 2006 von Seiten der Europäischen Kommission vorgestellt wurde und verweist hierbei auf die bereits vorhandene CEFTA. Es wird von offiziellen Stellen in Kroatien angegeben, dass die EU in Wirklichkeit kein Konzept für die wirtschaftliche Entwicklung und Stabilität des südosteuropäischen Raumes besitze, was für Kroatien aber von vorrangiger Priorität sei. Kroatien betreibt eine aktive Nachbarschaftspolitik in der Region und bietet Knowhow in südosteuropäischen Fragen an.
In der Frage des neuen Internationalen Strafgerichtshofs (IStGH) hat sich Zagreb an die Empfehlungen der Europäischen Union gehalten. Im Gegensatz zu einigen anderen Ländern Mitteleuropas gewährt Kroatien US-Bürgern keine Immunität vor der Verfolgung durch den IStGH.
Die Beitrittsverhandlungen der EU mit Kroatien begannen damals am 4. Oktober 2005. Zuvor hatte die Hauptanklägerin des Internationalen Strafgerichtshofs für das ehemalige Jugoslawien in Den Haag, Carla Del Ponte, die „volle“ Zusammenarbeit der kroatischen Regierung mit dem Tribunal konstatiert, was von der EU als Bedingung für den Beginn der Verhandlungen verlangt worden war. Die Aufnahme der Beitrittsverhandlungen hat Kroatien auch der Verhandlungsstrategie der österreichischen Bundesregierung zu verdanken, die es als unfair ansah, Beitrittsverhandlungen mit der Türkei zu beginnen und Kroatien selbige zu verwehren. Nach zwischenzeitlicher Suspendierung der Gespräche wurden am 2. Oktober 2009 die Verhandlungen formell wieder aufgenommen und am 9. Dezember 2011 mit der Unterzeichnung des Beitrittsvertrages abgeschlossen. Nach der notwendigen Ratifizierung durch Kroatien, dem Europäischen Parlament und den Parlamenten der EU-Staaten trat das Land am 1. Juli 2013 der EU bei.

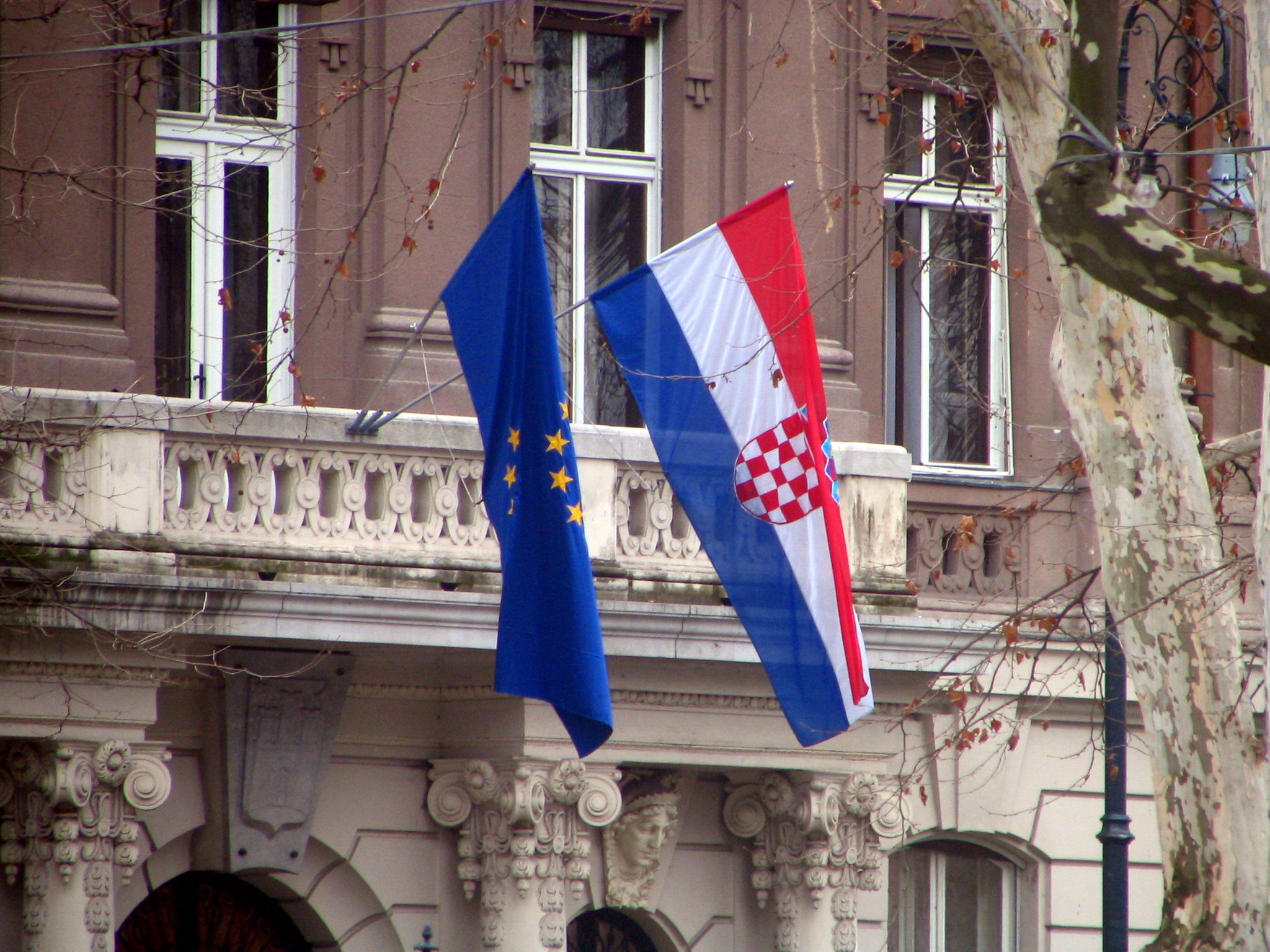
Kroatien ist seit dem 1. Juli 2013 EU-Mitglied

Einen großen Erfolg für die kroatische Außenpolitik stellte die Wahl zum nicht-ständigen Vertreter im Sicherheitsrat der Vereinten Nationen für die Jahre 2008 und 2009 dar. Dem Staat wurde hiermit von der UN-Generalversammlung größere Bedeutung in internationalen Angelegenheiten beigemessen.

## Verteidigungs- und Sicherheitspolitik

### Allgemeines über die Streitkräfte

Flagge der NATO

Die Kroatische Armee umfasst in ihrer Friedensstärke etwa 15.000 Soldaten. Die Anzahl der Reservisten beträgt 111.000 Soldaten, von denen sich etwa 32.360 in Bereitschaft befinden. Insgesamt stehen 856.946 Bürger Kroatiens bereit für den Verteidigungsfall. Die Anzahl der Wehrpflichtigen im Alter von 19 Jahren beträgt pro Jahr etwa 30.096 (2003). Seit 2006 gilt in Kroatien der verkürzte Grundwehrdienst von 6 Monaten, bzw. alternativ der Zivildienst von 8 Monaten. Der Wehretat der Republik Kroatien wurde von etwa 1.1 Milliarden USD (1997), etwa über 5 % des Bruttosozialproduktes auf gegenwärtig ein Wehretat von 520 Millionen USD gesenkt. Dies entspricht etwa 2,39 % des BSP.
Der Oberbefehlshaber der Armee Kroatiens ist der Präsident der Republik Kroatien. Der Sabor, das kroatische Parlament, verfügt über die Kontrolle der Streitkräfte, den Wehretat und die strategische Entwicklung.

### NATO-Aspirationen und Modernisierung
Kroatien ist seit 2009 NATO-Mitglied. Insbesondere die Flüchtigkeit des mutmaßlichen Kriegsverbrechers Ante Gotovina war lange Zeit ein Hindernis auf dem Weg zur Mitgliedschaft Kroatiens. Die NATO versteht sich nicht ausschließlich als Militärbündnis, sondern in überwiegendem Maße als Wertesystem, in dem die Prinzipien des Rechtsstaates, der Minderheitenrechte, der Demokratie und der Marktwirtschaft eingehalten werden.
Mit dem Beitritt zur NATO plant Kroatien eine grundlegende Änderung der Verteidigungsstrategie des Landes. So wird von der derzeitigen individuellen Verteidigungsstrategie auf eine kollektive Verteidigungsstrategie umgestellt. Bereits im Februar 2006 soll ein Arbeitspapier zur nachhaltigen Entwicklung der Streitkräfte vorgestellt werden, das im Laufe der nächsten 10 Jahre umgesetzt werden soll. In der Strategie enthalten sind auch die Verteidigung durch nicht-militärische Maßnahmen, der Zivilschutz oder Neuerungen was Such- und Rettungstrupps betrifft. Geplant ist auch die schrittweise Modernisierung in technischer Hinsicht, u. a. die Anschaffung neuer Panzer und evtl. auch die Modernisierung der kroatischen Abfangjäger.

### Auslandseinsätze
Kroatische Truppen waren von November 2003 bis Dezember 2014 Teil der Internationalen Sicherheitsunterstützungstruppe in Afghanistan (ISAF), unter der Leitung der NATO (Bildung eines regionalen Aufbauteams für den Handel der Stadt Kunduz und Demilitarisierungsprogramme). Im Laufe des Jahres 2006 wurde das Kontingent von 50 Soldaten auf 150 aufgestockt. Für das Engagement im Rahmen der ISAF bekam Kroatien bereits seit Jahren hervorragende Beurteilungen von Experten und Amtsträgern des Bündnisses.
Die Kroatischen Streitkräfte werden auch zu friedenserhaltenden und -sichernden Maßnahmen im Rahmen der Vereinten Nationen eingesetzt:
- UNAMSIL in Sierra Leone bis Dezember 2005
- MINURSO in der Westsahara
- UNMOGIP in Indien und Pakistan
- UNMEE in Äthiopien und Eritrea bis Juli 2008